# Torii Mototada
Torii Mototada (鳥居 元忠), född 1539, död 8 september 1600, var en japansk samuraj och daimyo under sengoku-perioden. Han var en lojal vasall till Tokugawa Ieyasu och stred på hans sida mot Ishida Mitsunari och dennes västra armé. Torii dog under belägringen av Fushimi, då han vägrade ge upp. Denna vägran skulle komma att avgöra Japans framtida historia; den köpte Tokugawa Ieyasu tillräcklig tid för att omgruppera och sedan besegra Ishida i slaget vid Sekigahara.

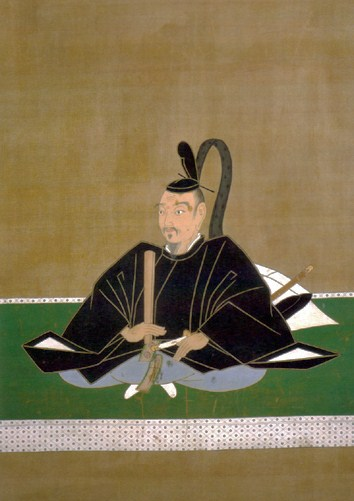
Torii Mototada.

Torii-klanens emblem (mon)

## Uppväxt
Mototada föddes i Okazaki som son till Torii Tadayoshi. Han lärde känna den framtida Tokugawa Ieyasu redan som barn, eftersom de båda två skickades som gisslan till Imagawaklanen, där de växte upp tillsammans. Då Ieyasu återvände från Imagawaklanen och enade Mikawaprovinsen (idag i Aichi prefektur) tjänade Mototada som en av hans främsta generaler.
År 1572 dog Mototadas far Tadayoshi, och Mototada tog över rollen som klanens ledare. Han deltog kort därefter i två strider, slaget vid Mikatagahara och slaget om Suwahara slott, och under den sistnämnda sårades han i benen och fick därefter svårt att gå.

## I Ieyasus tjänst
Mototada deltog i alla Tokugawa Ieyasus större kampanjer. Han besegrade till exempel en 10 000 man stark armé tillhörande Hojoklanen med bara 2 000 man, och 1585 deltog han i belägringen av Ueda slott.
Mototada blev en daimyo då han förlänades Yasaku i Shimōsa-provinsen (i dagens Chiba- och Ibaraki prefekturer) efter Tokugawa Ieyasus flytt till Kantō-regionen. 

## Sista strid och död
Mototada hade också förlänats Fushimi slott, som ursprungligen byggts som pensionsbostad åt Toyotomi Hideyoshi. I augusti 1600 marscherade Ishida Mitsunaris 40 000 man starka västra armé (följare av den nyligen avlidne Toyotomi Hideyoshi och motståndare till Tokugawa Ieyasu) mot slottet, förintandes allt i sin väg. Mototada höll slottet med bara 2 000 man, och det fanns möjlighet för honom och hans män att fly. Men Mototada, följandes Bushidons kod om heder och lydnad, valde att stanna kvar, och svor att han och hela hans garnison skulle slåss ända till slutet.
I ett rörande sista uttalande till sin son Tadamasa beskrev Mototada sin långvariga tjänst hos Tokugawa och hur hans familj tjänat dem i generationer. Han såg det som en ära att få dö först så att han kunde ge mod till de övriga Tokugawa-soldaterna. Han instruerade också Tadamasa att ta hand om sina yngre bröder och uppfostra dem till Tokugawas tjänare. Mototada och Ieyasu, vänner sedan barnsben, skildes åt väl medvetna om att de aldrig skulle se varandra igen.
Torii Mototadas underlägsna styrka höll ut i hela tio dagar. Till slut, med slottet i lågor omkring honom, anföll Mototada huvudstupa om och om igen tills bara 10 försvarare återstod. De stred till sista man, och som seden bjöd begick Mototada självmord hellre än att tas levande.
Toriis osjälviska uppoffring skulle komma att få mycket stor betydelse för hela Japans framtid. Den försening på tio dagar för Ishida som belägringen innebar gav Tokugawa chansen att skapa en armé på 90 000 man. Denna mötte sedan Ishidas styrkor i Slaget vid Sekigahara, en av hela Sengoku-erans blodigaste strider. 40 000 man föll under striderna, och ytterligare 70 000 dog under de följande två dagarna när Ishidas slagna och flyende armé jagades och förintades. Resultatet av segern blev att Tokugawa Ieyasu stod som ensam segrare av ett enat Japan; hans klan skulle komma att styra Japan de följande 268 åren.

## Torii Mototada i populärkultur
Torii Mototada ingår som en spelbar karaktär i strategispelet Age of Empires III: The Asian Dynasties, där också belägringen av Fushimi slott och Ieyasus seger vid Sekigahara skildras.